# Manchester United F.C. mùa bóng 1904–05
Mùa giải 1904-05 là mùa giải thứ 13 của Manchester United trong Liên đoàn bóng đá. United hoàn thành mùa giải với vị trí thứ ba trong giải bóng đá Hạng hai. The Reds cũng thi đấu tại Cup FA, nhưng không thành công khi không vượt qua giai đoạn vòng trung gian, để thua Fulham.

## Giải bóng đá hạng hai (Second Division)
| Thời gian                | Đối thủ              | H/A | Tỷ số Bt-Bb | Cầu thủ ghi bàn                                    | Số lượng khán giả |
| ------------------------ | -------------------- | --- | ----------- | -------------------------------------------------- | ----------------- |
| 3 tháng 9 năm 1904       | Port Vale            | A   | 2 – 2       | Allan (2)                                          | 4,000             |
| 10 tháng 9 năm 1904      | Bristol City         | H   | 4 – 1       | Peddie, S. Robertson, A. Schofield, Williams       | 20,000            |
| 17 tháng 9 năm 1904      | Bolton Wanderers     | H   | 1 – 2       | Mackie                                             | 25,000            |
| 24 tháng 9 năm 1904      | Glossop              | A   | 2 – 1       | Allan, Roberts                                     | 6,000             |
| 8 tháng 10 năm 1904      | Bradford City        | A   | 1 – 1       | Arkesden                                           | 12,000            |
| 15 tháng 10 năm 1904     | Lincoln City         | H   | 2 – 0       | Arkesden, A. Schofield                             | 15,000            |
| 22 tháng 10 năm 1904     | Leicester Fosse      | A   | 3 – 0       | Arkesden, Peddie, A. Schofield                     | 7,000             |
| 29 tháng 10 năm 1904     | Barnsley             | H   | 4 – 0       | Allan, Downie, Peddie, A. Schofield                | 15,000            |
| 5 tháng 11 năm 1904      | West Bromwich Albion | A   | 2 – 0       | Arkesden, Williams                                 | 5,000             |
| 12 tháng 11 năm 1904     | Burnley              | H   | 1 – 0       | Arkesden                                           | 15,000            |
| 19 tháng 11 năm 1904     | Grimsby Town         | A   | 1 – 0       | Bell                                               | 4,000             |
| 3 tháng 12 năm 1904      | Doncaster Rovers     | A   | 1 – 0       | Peddie                                             | 10,000            |
| 10 tháng 12 năm 1904     | Gainsborough Trinity | H   | 3 – 1       | Arkesden (2), Allan                                | 12,000            |
| 17 tháng 12 năm 1904     | Burton United        | A   | 3 – 2       | Peddie (3)                                         | 3,000             |
| 24 tháng 12 năm 1904     | Liverpool            | H   | 3 – 1       | Arkesden, Roberts, Williams                        | 40,000            |
| 26 tháng 12 năm 1904     | Chesterfield         | H   | 3 – 0       | Allan (2), Williams                                | 20,000            |
| 31 tháng 12 năm 1904     | Port Vale            | H   | 6 – 1       | Allan (3), Arkesden, Hayes, Roberts                | 8,000             |
| 2 tháng 1 năm 1905       | Bradford City        | H   | 7 – 0       | Arkesden (2), Roberts (2), Allan, Peddie, own goal | 10,000            |
| 3 tháng 1 năm 1905       | Bolton Wanderers     | A   | 4 – 2       | Allan (2), Peddie, Williams                        | 35,000            |
| 7 tháng 1 năm 1905       | Bristol City         | A   | 1 – 1       | Arkesden                                           | 12,000            |
| 21 tháng 1 năm 1905      | Glossop              | H   | 4 – 1       | Mackie (2), Arkesden, Grassam                      | 20,000            |
| 11 tháng 2 năm 1905      | Lincoln City         | A   | 0 – 3       |                                                    | 2,000             |
| 18 tháng 2 năm 1905      | Leicester Fosse      | H   | 4 – 1       | Peddie (3), Allan                                  | 7,000             |
| 25 tháng 2 năm 1905      | Barnsley             | A   | 0 – 0       |                                                    | 5,000             |
| 4 tháng 3 năm 1905       | West Bromwich Albion | H   | 2 – 0       | Peddie, Williams                                   | 8,000             |
| 11 tháng 3 năm 1905      | Burnley              | A   | 0 – 2       |                                                    | 7,000             |
| 18 tháng 3 năm 1905      | Grimsby Town         | H   | 2 – 1       | Allan, Duckworth                                   | 12,000            |
| ngày 25 tháng 3 năm 1905 | Blackpool            | A   | 1 – 0       | Grassam                                            | 6,000             |
| 1 tháng 4 năm 1905       | Doncaster Rovers     | H   | 6 – 0       | Duckworth (3), Beddow, Peddie, Wombwell            | 6000              |
| 8 tháng 4 năm 1905       | Gainsborough Trinity | A   | 0 – 0       |                                                    | 6,000             |
| 15 tháng 4 năm 1905      | Burton United        | H   | 5 – 0       | Duckworth (2), Peddie (2), Arkesden                | 16,000            |
| 21 tháng 4 năm 1905      | Chesterfield         | A   | 0 – 2       |                                                    | 10,000            |
| 22 tháng 4 năm 1905      | Liverpool            | A   | 0 – 4       |                                                    | 28,000            |
| 24 tháng 4 năm 1905      | Blackpool            | H   | 3 – 1       | Allan, Arkesden, Peddie                            | 4,000             |

| # | Câu lạc bộ        | Tr | T  | H | B  | Bt | Bb | Hs | Điểm |
| - | ----------------- | -- | -- | - | -- | -- | -- | -- | ---- |
| 2 | Bolton Wanderers  | 34 | 27 | 2 | 5  | 87 | 32 | 55 | 55   |
| 3 | Manchester United | 34 | 24 | 5 | 5  | 81 | 30 | 51 | 53   |
| 4 | Bristol City      | 34 | 19 | 4 | 11 | 66 | 45 | 21 | 42   |

## FA Cup
Manchester United bước vào FA Cup mùa bóng 1904-1905 ở giai đoạn vòng trung gian và đã được rút thăm chơi trên sân nhà gặp Fulham vào ngày 14 tháng 1 năm 1905. Trận đấu kết thúc 2-2, với các bàn thắng của Tommy Arkesden và Charles Mackie. Trận đấu đá lại bốn ngày sau đó tại Craven Cottage và kết thúc không bàn thắng. Ngày 23 tháng Giêng, Fulham và United đã chơi một trận đấu lại thứ hai tại một địa điểm trung lập Villa Park, mà Fulham thắng với bàn thắng duy nhất.
| Thời gian           | Vòng đấu                              | Đối thủ | H/A | Tỷ số Bt-Bb | Cầu thủ ghi bàn  | Số lượng khán giả |
| ------------------- | ------------------------------------- | ------- | --- | ----------- | ---------------- | ----------------- |
| 14 tháng 1 năm 1905 | Vòng trung gian                       | Fulham  | H   | 2 – 2       | Arkesden, Mackie | 17,000            |
| 18 tháng 1 năm 1905 | Vòng trung gian Trận đấu đá lại       | Fulham  | A   | 0 – 0       |                  | 15,000            |
| 23 tháng 1 năm 1905 | Vòng trung gian Trận đấu đá lại lần 2 | Fulham  | N   | 0 – 1       |                  | 6,000             |

## Thống kê Đội bóng
| Vị trí | Tên              | Giải đấu | Giải đấu     | FA Cup  | FA Cup       | Tổng số | Tổng số      |
| Vị trí | Tên              | Số trận  | Số bàn thắng | Số trận | Số bàn thắng | Số trận | Số bàn thắng |
| ------ | ---------------- | -------- | ------------ | ------- | ------------ | ------- | ------------ |
| TM     | Harry Moger      | 32       | 0            | 3       | 0            | 35      | 0            |
| TM     | Bob Valentine    | 2        | 0            | 0       | 0            | 2       | 0            |
| HV     | Tommy Blackstock | 3        | 0            | 0       | 0            | 3       | 0            |
| HV     | Bob Bonthron     | 32       | 0            | 3       | 0            | 35      | 0            |
| HV     | John Fitchett    | 11       | 0            | 2       | 0            | 13      | 0            |
| HV     | Vince Hayes      | 22       | 1            | 3       | 0            | 25      | 1            |
| HV     | Dick Holden      | 1        | 0            | 0       | 0            | 1       | 0            |
| TV     | Alex Bell        | 29       | 1            | 3       | 0            | 32      | 1            |
| TV     | Alex Downie      | 32       | 1            | 3       | 0            | 35      | 1            |
| TV     | Dick Duckworth   | 8        | 6            | 0       | 0            | 8       | 6            |
| TV     | Billy Griffiths  | 2        | 0            | 0       | 0            | 2       | 0            |
| TV     | Charlie Roberts  | 28       | 5            | 0       | 0            | 28      | 5            |
| TV     | Sandy Robertson  | 8        | 1            | 0       | 0            | 8       | 1            |
| TĐ     | Jack Allan       | 27       | 16           | 0       | 0            | 27      | 16           |
| TĐ     | Tommy Arkesden   | 28       | 15           | 3       | 1            | 31      | 16           |
| TĐ     | Clem Beddow      | 9        | 1            | 0       | 0            | 9       | 1            |
| TĐ     | Billy Grassam    | 6        | 2            | 3       | 0            | 9       | 2            |
| TĐ     | William Hartwell | 2        | 0            | 1       | 0            | 3       | 0            |
| TĐ     | George Lyons     | 0        | 0            | 1       | 0            | 1       | 0            |
| TĐ     | Charles Mackie   | 5        | 3            | 2       | 1            | 7       | 4            |
| TĐ     | Jack Peddie (c)  | 32       | 17           | 0       | 0            | 32      | 17           |
| TĐ     | Alex Robertson   | 1        | 0            | 1       | 0            | 2       | 0            |
| TĐ     | Alf Schofield    | 24       | 4            | 3       | 0            | 27      | 4            |
| TĐ     | Harry Williams   | 22       | 6            | 2       | 0            | 24      | 6            |
| TĐ     | Dick Wombwell    | 8        | 1            | 0       | 0            | 8       | 1            |